# Edat Teocràtica
L'Edat teocràtica és el nom d'un període històric en l'esquema del filòsof italià Giambattista Vico. Es correspon als primers estadis de la civilització fins a arribar a l'edat mitjana, i el seu nom fa referència tant a la teocràcia, el sistema polític més freqüent entre els primers estats, com una actitud envers allò sobrenatural. La teoria de Vico ha servit posteriorment de marc explicatiu en l'obra El Canon Occidental, del crític literari nord-americà Harold Bloom. En l'obra de Harold Bloom, aquesta primera època conté les obres literàries primerenques, fins al 1321, data de la mort de Dante. Les obres que recomana fonamentalment són els grans llibres de les religions monoteistes, les primeres sagues èpiques nacionals i el teatre grecollatí. Sovint recomana tota la producció d'un autor. Els títols suggerits són:

## Obres llistades per Harold Bloom

### Orient Mitjà
- Epopeia de Guilgameix
- El llibre egipci dels morts
- La Bíblia (inclou els llibres deuterocanònics)
- Sentències dels Pares (Pirke Aboth)

### Índia
- Mahabharata
- Ramayana

### Grècia
- La Ilíada i L'Odissea d'Homer
- Els treballs i els dies i Teogonia d'Hesíode
- Poesia de Safo
- Odes de Píndar
- Les tragèdies que componen LOrestíada d'Èsquil
- Les tragèdies del cicle d'Èdip i Filoctetes, de Sòfocles
- Les comèdies majors d'Aristòfanes
- La història d'Heròdot
- La guerra del Peloponès, de Tucídides
- Els diàlegs de Plató
- Poètica i Ètica d'Aristòtil
- Sobre el sublim de Longí
- Himnes i epigrames de Cal·límac
- Vides paral·leles de Plutarc
- Les sàtires de Llucià

### Roma
- Les comèdies de Plaute i Terenci
- Tal com són les coses de Lucreci
- Sobre els déus de Ciceró
- La poesia d'Horaci
- Les sàtires de Persi i Juvenal
- La poesia de Catul
- Eneida, Èglogues i Geòrgiques de Virgili
- Farsàlia de Lucà
- Les Metamorfosis i Ars amandi d'Ovidi
- Els epigrames de Marcial
- Medea de Sèneca
- Satiricó de Petroni
- L'ase d'or d'Apuleu

### La primera edat mitjana
- Ciutat de Déu i Confessions de Sant Agustí
- L'Alcorà
- Les mil i una nits
- Els Edda
- La balada dels Nibelungs
- Percival de Wolfram von Eschenbach
- L'obra de Chrétien de Troyes
- Beowulf
- El Poema del Mio Cid
- Llibre de la ciutat de les dames de Christine de Pisan
- Cárcel de amor de Diego de San Pedro